# Кларксвил (Џорџија)
Кларксвил (Џорџија) (енгл. Clarkesville) град је у америчкој савезној држави Џорџија. По попису становништва из 2010. у њему је живело 1.733 становника.

## Демографија
Према попису становништва из 2010. у граду је живело 1.733 становника, што је 485 (38,9%) становника више него 2000. године.
| Група             | 2000.         | 2010.         |
| Белци             | 1.113 (89,2%) | 1.510 (87,1%) |
| Афроамериканци    | 97 (7,8%)     | 84 (4,8%)     |
| Азијати           | 9 (0,7%)      | 19 (1,1%)     |
| Хиспаноамериканци | 17 (1,4%)     | 96 (5,5%)     |
| Укупно            | 1.248         | 1.733         |